# Kisasszond
Kisasszond község Somogy vármegyében, a Kaposvári járásban.

## Fekvése
A Somogyi-dombságban, a Zselic határán fekszik. Zsáktelepülés, közúton csak a 66 163-as számú mellékúton érhető el, amely Kaposfő nyugati részén ágazik ki dél felé a 61-es főútból. A legközelebbi város, Kaposvár 11 kilométerre északkeletre van.

## Története
Első ismert írásos említése 1324-ből való, nevét ekkor Kusazwnd alakban írták. 1363–1456 között a Kanizsai család birtokolta. Az 1671. évi török kincstári adólistán Kisasszonyfalva néven szerepelt. A 18–19. században Sárközy család birtoka volt. 1798 őszén hosszabb ideig náluk vendégeskedett Csokonai Vitéz Mihály. Itt kell megemlíteni a Somogyi kázus című verséből kiolvasható történetet, amely tulajdonképpen a környező falvakban történő vendégeskedésének leírása.
Ma egyre inkább üdülőfaluvá kezd válni.

## Közélete

### Polgármesterei
| Polgármester | Polgármester     | Polgármester |                                         |
| ------------ | ---------------- | ------------ | --------------------------------------- |
| 1990–1994    | Nagy József      | független    |                                         |
| 1994–1998    | Nagy József      | független    |                                         |
| 1998–2002    | Nagy József      | független    |                                         |
| 2002–2006    | Nagy József      | független    |                                         |
| 2006–2010    | Nagy József      | független    |                                         |
| 2010–2012    | Horváth Zoltán   | független    | hivatalában elhunyt.                    |
| 2012–2014    | Csontos Szabolcs | független    | Időközi választás: 2012. október 7.     |
| 2014–2019    | Csontos Szabolcs | független    |                                         |
| 2019–2022    | Csontos Szabolcs | független    | A képviselőtestület feloszlatta magát.  |
| 2022–2024    | Somogyi Tibor    | független    | Időközi választás: 2022. szeptember 25. |
| 2024–        | Somogyi Tibor    | független    |                                         |

A településen 2012. október 7-én időközi polgármester-választást tartottak, az előző polgármester halála miatt.
2022. szeptember 25-én ugyancsak időközi polgármester-választást (és képviselő-testületi választást) kellett tartani a községben, mert a korábbi képviselő-testület 2022. június 28-án feloszlatta magát.

## Népesség
A település népességének változása:
| Lakosok száma | 172  | 172  | 162  | 171  | 154  | 148  | 150  |
|               | 2013 | 2014 | 2015 | 2021 | 2022 | 2023 | 2024 |

A 2011-es népszámlálás során a lakosok 90,1%-a magyarnak, 11% cigánynak, 0,6% horvátnak mondta magát (9,9% nem nyilatkozott; a kettős identitások miatt a végösszeg nagyobb lehet 100%-nál). A vallási megoszlás a következő volt: római katolikus 40,3%, református 17,7%, felekezet nélküli 13,3% (28,7% nem nyilatkozott).
2022-ben a lakosság 93,5%-a vallotta magát magyarnak, 27,9% cigánynak, 0,6% görögnek, 0,6% horvátnak, 3,2% egyéb, nem hazai nemzetiségűnek (6,5% nem nyilatkozott; a kettős identitások miatt a végösszeg nagyobb lehet 100%-nál). Vallásuk szerint 37,7% volt római katolikus, 13% református, 0,6% evangélikus, 1,3% egyéb katolikus, 19,5% felekezeten kívüli (27,9% nem válaszolt).

## Nevezetességei
- Sárközy-kúria – klasszicista stílusú, 19. század elejéről, ma Róna Péter közgazdász lakóháza.
- Rézkori és bronzkori lelőhely
- Árpád-kori templomjának romja ma még feltáratlan, de feltárása és turisztikai célú hasznosítása tervben van.[17]